# Никандр (Покровский)
Архиепи́скоп Ника́ндр (в миру Никола́й Ива́нович Покро́вский; 17 мая 1816, село Двулучье, Валуйский уезд, Воронежская губерния — 27 июня 1893) — епископ Русской православной церкви, архиепископ Тульский и Белёвский.

## Биография
Родился 17 мая 1816 года в селе Двулучье Валуйского уезда Воронежской епархии. Его отец был священником, но, овдовев в 1818 году, принял монашество и был назначен сначала инспектором Воронежского духовного училища, в сане иеромонаха, а потом смотрителем Киевского духовного училища в сане архимандрита.
Николай первоначальное образование получил в Воронеже в духовном училище и здесь же поступил в семинарию; когда его отец был переведён в Киев, то в Киевскую духовную семинарию перешёл и сын, что было в 1830 году. По окончании семинарского курса в 1835 году поступил в Киевскую духовную академию.
Во время его студенчества отец оставил службу по болезни и в 1838 году был назначен настоятелем Екатерининской Лебяжской пустыни, где в 1840 году и скончался от чахотки.
Николай Покровский с успехом окончил академический курс в числе первого десятка со степенью магистра и в сентябре 1839 года был назначен профессором гражданской истории и греческого языка в Орловскую духовную семинарию.
24 сентября 1841 года исполнил своё давнее намерение — принять монашеское пострижение с именем Никандр, а 25 сентября новопостриженный инок был посвящён в иеромонахи.
В октябре 1841 года он был назначен помощником инспектора, в июне 1842 года — профессором богословских наук, а в сентябре 1842 года был переведён в Киевскую семинарию профессором Священного Писания и патрологии.
В августе 1844 года иеромонах Никандр был назначен инспектором Екатеринославской семинарии, а в октябре 1848 года — ректором той же семинарии с возведением в сан архимандрита.
В мае 1850 года архимандрит Никандр переведён был на ректорство в Тулу с целью поднять Тульскую духовную семинарию, так как считался хорошим школьным администратором и педагогом.
В декабре 1857 года архимандрит Никандр был вызван в Петербург на чреду священнослужения, что предвещало ему близкое архиерейство. Здесь его близко узнал митрополит Санкт-Петербургский Григорий (Постников) и, видимо, выдвигал его. Ему в 1858 году была поручена ревизия Оренбургской духовной консистории и Оренбургских духовно-учебных заведений и уфимских монастырей.

## Архиерейское служение
По окончании ревизии Никандр был назначен ректором Новгородской семинарии и настоятелем новгородского Антониева монастыря. Митрополит Григорий предназначал Никандра в свои викарии, но, за его смертью, это назначение не состоялось, а в 1860 году архимандрит Никандр был назначен на Тульскую кафедру, самостоятельным епископом. Хиротония его состоялась 22 октября, а через месяц он прибыл в Тулу.
На тульской кафедре Никандр служил около 33 лет до самой своей смерти, что составляло для того времени довольно редкое исключение.
Во время своего служения епископ Никандр получил все высшие архиерейские награды, вплоть до бриллиантового креста на клобук и орден Святого Владимира 1-й степени. В 1873 году был возведён в сан архиепископа.
В 1871 году в июне его вызвали для присутствования в Святейшем синоде, где он и присутствовал до лета 1874 года. За этот период преосвященный Никандр участвовал в обсуждении важного тогда вопроса о духовно-судебной реформе, где он примкнул к консервативному взгляду епископа Литовского Алексия, в конце концов восторжествовавшему. Принимал участие и в переводе Библии на русский язык.
В Туле он проявил себя архипастырем деятельным, гуманным, попечительным о духовенстве и отзывчивым к нуждающимся. Он числился членом многих благотворительных и просветительных обществ, и две академии, Киевская и Московская, избрали его в свои почётные члены.
Скончался в Туле 27 июня 1893 года на 78-м году жизни. Похоронен в Успенском соборе Тульского кремля (южная стена).